# Rytmisk Musikkonservatorium
Rytmisk Musikkonservatorium (RMC) er en københavnsk uddannelsesinstitution for rytmisk samtidsmusik under Kulturministeriet. Konservatoriet har 200 studerende og 30 undervisere.
Konservatoriet blev oprettet i 1986 og havde oprindeligt til huse på Frederiksberg, men har siden 1996 været placeret på Leo Mathisens Vej på den tidligere Flådestation Holmens område sammen med Statens Teaterskole, Den Danske Filmskole og Kunstakademiets Arkitektskole.
RMC uddanner rytmiske musikere, musiklærere, lydteknikere, music management kandidater på højeste niveau og er det eneste konservatorium i Danmark udelukkende for rytmisk samtidsmusik. Rytmisk Musikkonservatorium har endvidere en sangskriveruddannelse og en solistlinje. I 2007 oprettede Rytmisk Musikkonsevatorium en forskningsenhed og er nu aktiv med igangværende forskningsprojekter i samarbejde med bl.a. Roskilde Universitet, Aalborg Universitet og Copenhagen Business School.
Rektor er Henrik Sveidahl, 2012.
Prorektor er Søren Kjærgaard.

## Konservatoriets formål
Formål:
- at uddanne til det professionelle rytmiske musikliv
- at udøve forsknings- og udviklingsarbejde og i øvrigt
- bidrage til fremme af musikkulturen i Danmark.